# Comuna Ariceștii Zeletin, Prahova
Ariceștii Zeletin (în trecut, Aricești) este o comună în județul Prahova, Muntenia, România, formată din satele Albinari și Ariceștii Zeletin (reședința).

## Așezare
Comuna se află în estul județului, în zona Subcarpaților de Curbură, aproape de limita cu județul Buzău. Ea este traversată de șoseaua județeană DJ233, care o leagă spre nord de Posești și spre sud de Surani. La Ariceștii Zeletin, din acest drum se ramifică șoseaua județeană DJ219, cere duce spre vest la Predeal-Sărari, Vălenii de Munte (unde se intersectează cu DN1A) și Teișani.

## Demografie
Componența etnică a comunei Ariceștii Zeletin
     Români (93,83%)
     Alte etnii (0,96%)
     Necunoscută (5,2%)
Componența confesională a comunei Ariceștii Zeletin
     Ortodocși (89,79%)
     Penticostali (4,24%)
     Alte religii (0,67%)
     Necunoscută (5,3%)
Conform recensământului efectuat în 2021, populația comunei Ariceștii Zeletin se ridică la 1.038 de locuitori, în scădere față de recensământul anterior din 2011, când fuseseră înregistrați 1.224 de locuitori. Majoritatea locuitorilor sunt români (93,83%), iar pentru 5,2% nu se cunoaște apartenența etnică. Din punct de vedere confesional, majoritatea locuitorilor sunt ortodocși (89,79%), cu o minoritate de penticostali (4,24%), iar pentru 5,3% nu se cunoaște apartenența confesională.

## Politică și administrație
Comuna Ariceștii Zeletin este administrată de un primar și un consiliu local compus din 9 consilieri. Primarul, Florin-Daniel Roșu[*], de la Partidul Național Liberal, este în funcție din 2008. Începând cu alegerile locale din 2024, consiliul local are următoarea componență pe partide politice:
|  | Partid                          | Consilieri | Componența Consiliului | Componența Consiliului | Componența Consiliului | Componența Consiliului | Componența Consiliului |
|  | ------------------------------- | ---------- | ---------------------- | ---------------------- | ---------------------- | ---------------------- | ---------------------- |
|  | Partidul Național Liberal       | 5          |                        |                        |                        |                        |                        |
|  | Partidul Social Democrat        | 3          |                        |                        |                        |                        |                        |
|  | Alianța pentru Unirea Românilor | 1          |                        |                        |                        |                        |                        |

## Istorie
Unele legende, consemnate în Marele Dicționar Geografic al Romîniei, din 1898–1902, afirmă că satul de reședință al comunei s-a înființat după descălecatul lui Negru Vodă, pe locul numit Siliște, unde înainte se afla un sat tătăresc. La sfârșitul secolului al XIX-lea, comuna făcea parte din plasa Podgoria a județului Prahova și avea 1473 de locuitori. Satul Albinari nu exista, fiind menționat doar dealul Albinari-Curmătura. În comună funcționau două biserici: una veche, din lemn, aproape dărâmată și cu o inscripție indescifrabilă, și o alta mai nouă, datând din 1865, precum și o școală. În 1925, comuna era în aceeași plasă și avea 1781 de locuitori.
În 1931, comuna a primit numele de Ariceștii Zeletin, pentru a fi deosebită de comuna Ariceștii Rahtivani, din același județ. Satul a fost și el rebotezat în Ariceștii Zeletin.
În 1950, comuna a trecut în administrarea raionului Teleajen al regiunii Prahova, și apoi, după 1952, al regiunii Ploiești. În 1968, comuna a revenit la județul Prahova, în actuala componență.